# Norman Maclean
Norman Fitzroy Maclean, född 23 december 1902 i Clarinda i Iowa, död 2 augusti 1990, var en amerikansk författare, mest känd för "A River Runs Through It and Other Stories" från 1976 som behandlar flugfiske, timmerarbete och livet i Montanas skogar och berg.

## Fotnoter
1. 1 2  SNAC, SNAC Ark-ID: w6dz0pw4, läs online, läst: 9 oktober 2017.[källa från Wikidata]
2. 1 2 3 4  Library of Congress Authorities, USA:s kongressbibliotek, id-nummer i USA:s kongressbiblioteks katalog: n82159965, läst: 8 januari 2023.[källa från Wikidata]
3. ↑  Tjeckiska nationalbibliotekets databas, NKC-ID: xx0175271, läst: 8 januari 2023.[källa från Wikidata]
4. ↑  läs online, www.bookcritics.org .[källa från Wikidata]